# چاوروشه
چاوروشه (به فرانسوی: Chavroches) یک کمون (فرانسه) در فرانسه است که در canton of Jaligny-sur-Besbre واقع شده‌است. چاوروشه ۹٫۹۵ کیلومتر مربع مساحت دارد ۲۶۰ متر بالاتر از سطح دریا واقع شده‌است.